# إذاعة الشرق الأوسط
إذاعة الشرق الأوسط بدأ بثها في 30 مايو عام 1964 «كمحطة إعلانية» لها طابعها وأسلوبها المميزان بين سائر الخدمات الإذاعية، وهي تتوخى جذب أكبر عدد من المستمعين والمعلنين في منطقة الشرق الأوسط ضماناً لتحقيق الهدف من إنشائها وهو (تحقيق دخل من العملات الأجنبية والمحلية عن طريق الإعلان وحتى لا تترك الميدان خاليا أمام المحطات الإعلانية الأخرى التي يصل إرسالها إلى المنطقة)، توالت زيادة ساعات الإرسال حتى وصلت إلى 24 ساعة في رمضان (1416 هـ – 1996)، وتبث على تردد 89.50 FM
و نتيجة لعمليات التطوير المستمر التي شهدتها إذاعة الشرق الأوسط منذ إنشائها وحتى الآن ومواكبتها لكافة الأحداث على المستويات الوطنية والقومية والعالمية، وأخذها بأحدث الأساليب الإعلامية والفنية، فقد استطاعت أن تقفز بعدد الإعلانات ودخلها إلى أرقام كبيرة يضاف إليها ما تم ويتم تسويقه من البرامج والمسلسلات مما زاد في دخل اتحاد الإذاعة والتليفزيون من العملات المحلية والأجنبية.
- الإذاعة الآن على النايل سات بتردد 11766H وعلى 77.4AM وفي القاهرة الكبرى بتردد FM 89.5 وفي المحلة الكبرى بتردد 96.3FM